# 시카고 영화 비평가 협회 작품상
시카고 영화 비평가 협회 작품상은 시카고 영화 비평가 협회가 매년 수여하는 상 중 하나이다.

## 수상작

### 1980년대
| 연도 | 수상작                          | 감독            |
| ---- | ------------------------------- | --------------- |
| 1988 | 미시시피 버닝                   | 앨런 파커       |
| 1989 | 똑바로 살아라                   | 스파이크 리     |
| 1989 | 배트맨                          | 팀 버튼         |
| 1989 | 7월 4일생                       | 올리버 스톤     |
| 1989 | 범죄와 비행                     | 우디 앨런       |
| 1989 | 드러그스토어 카우보이           | 구스 반 산트    |
| 1989 | 백색의 계절                     | 외젠 팔시       |
| 1989 | 헨리 5세                        | 케네스 브래나   |
| 1989 | 섹스 거짓말 그리고 비디오테이프 | 스티븐 소더버그 |

### 1990년대
| 연도 | 수상작 및 후보         | 감독                          |
| ---- | ---------------------- | ----------------------------- |
| 1990 | 좋은 친구들            | 마틴 스코세이지               |
| 1991 | 양들의 침묵            | 조너선 데미                   |
| 1991 | 바톤 핑크              | 조엘 코언                     |
| 1991 | 미녀와 야수            | 게리 트러스데일과 커크 와이즈 |
| 1991 | 보이즈 앤 후드         | 존 싱글턴                     |
| 1991 | 델마와 루이스          | 리들리 스콧                   |
| 1992 | 말콤 X                 | 스파이크 리                   |
| 1992 | 크라잉 게임            | 닐 조던                       |
| 1992 | 플레이어               | 로버트 올트먼                 |
| 1992 | 저수지의 개들          | 쿠엔틴 타란티노               |
| 1992 | 용서받지 못한 자       | 클린트 이스트우드             |
| 1993 | 쉰들러 리스트          | 스티븐 스필버그               |
| 1993 | 도망자                 | 앤드루 데이비스               |
| 1993 | 피아노                 | 제인 캠피언                   |
| 1993 | 숏컷                   | 로버트 올트먼                 |
| 1994 | 후프 드림스            | 스티브 제임스                 |
| 1994 | 포레스트 검프          | 로버트 저메키스               |
| 1994 | 펄프 픽션              | 쿠엔틴 타란티노               |
| 1994 | 퀴즈 쇼                | 로버트 레드퍼드               |
| 1994 | 쇼생크 탈출            | 프랭크 다라본트               |
| 1995 | 아폴로 13              | 론 하워드                     |
| 1995 | 크럼                   | 테리 즈위고프                 |
| 1995 | 엑조티카               | 애텀 이고이언                 |
| 1995 | 히트                   | 마이클 만                     |
| 1995 | 닉슨                   | 올리버 스톤                   |
| 1996 | 파고                   | 조엘 코언                     |
| 1996 | 데드 맨                | 짐 자무시                     |
| 1996 | 잉글리쉬 페이션트      | 앤서니 밍겔라                 |
| 1996 | 래리 플린트            | 밀로스 포만                   |
| 1996 | 비밀과 거짓말          | 마이크 리                     |
| 1997 | LA 컨피덴셜            | 커티스 핸슨                   |
| 1997 | 이보다 더 좋을 순 없다 | 제임스 L. 브룩스              |
| 1997 | 부기 나이트            | 폴 토머스 앤더슨              |
| 1997 | 달콤한 후세            | 애텀 이고이언                 |
| 1997 | 타이타닉               | 제임스 카메론                 |
| 1998 | 라이언 일병 구하기     | 스티븐 스필버그               |
| 1998 | 푸줏간 소년            | 닐 조던                       |
| 1998 | 인생은 아름다워        | 로베르토 베니니               |
| 1998 | 셰익스피어 인 러브     | 존 매든                       |
| 1998 | 씬 레드 라인           | 테런스 맬릭                   |
| 1998 | 트루먼 쇼              | 피터 위어                     |
| 1999 | 아메리칸 뷰티          | 샘 멘데스                     |
| 1999 | 존 말코비치 되기       | 스파이크 존즈                 |
| 1999 | 인사이더               | 마이클 만                     |
| 1999 | 매그놀리아             | 폴 토머스 앤더슨              |
| 1999 | 스트레이트 스토리      | 데이비드 린치                 |

### 2000년대
| 연도 | 수상작 및 후보                   | 감독                               |
| ---- | -------------------------------- | ---------------------------------- |
| 2000 | 올모스트 페이머스                | 카메론 크로우                      |
| 2000 | 와호장룡                         | 리안                               |
| 2000 | 트래픽                           | 스티븐 소더버그                    |
| 2000 | 원더 보이스                      | 커티스 핸슨                        |
| 2000 | 유 캔 카운트 온 미               | 케네스 로너건                      |
| 2001 | 멀홀랜드 드라이브                | 데이비드 린치                      |
| 2001 | 뷰티풀 마인드                    | 론 하워드                          |
| 2001 | 침실에서                         | 토드 필드                          |
| 2001 | 반지의 제왕: 반지 원정대         | 피터 잭슨                          |
| 2001 | 웨이킹 라이프                    | 리처드 링클레이터                  |
| 2002 | 파 프롬 헤븐                     | 토드 헤인스                        |
| 2002 | 어바웃 슈미트                    | 알렉산더 페인                      |
| 2002 | 어댑테이션                       | 스파이크 존즈                      |
| 2002 | 반지의 제왕: 두 개의 탑          | 피터 잭슨                          |
| 2002 | 피아니스트                       | 로만 폴란스키                      |
| 2003 | 반지의 제왕: 왕의 귀환           | 피터 잭슨                          |
| 2003 | 아메리칸 스플렌더                | 셰리 스프링어 버먼과 로버트 풀치니 |
| 2003 | 니모를 찾아서                    | 앤드루 스탠턴                      |
| 2003 | 사랑도 통역이 되나요?            | 소피아 코폴라                      |
| 2003 | 미스틱 리버                      | 클린트 이스트우드                  |
| 2004 | 사이드웨이                       | 알렉산더 페인                      |
| 2005 | 크래쉬                           | 폴 해기스                          |
| 2005 | 브로크백 마운틴                  | 리안                               |
| 2005 | 굿 나잇 앤 굿 럭                 | 조지 클루니                        |
| 2005 | 폭력의 역사                      | 데이비드 크로넌버그                |
| 2005 | 킹콩                             | 피터 잭슨                          |
| 2006 | 디파티드                         | 마틴 스코세이지                    |
| 2006 | 바벨                             | 알레한드로 곤살레스 이냐리투       |
| 2006 | 미스 리틀 선샤인                 | 조너선 데이턴과 밸러리 패리스      |
| 2006 | 더 퀸                            | 스티븐 프리어스                    |
| 2006 | 플라이트 93                      | 폴 그린그래스                      |
| 2007 | 노인을 위한 나라는 없다          | 조엘 코언과 에단 코언              |
| 2007 | 인투 더 와일드                   | 숀 펜                              |
| 2007 | 마이클 클레이턴                  | 토니 길로이                        |
| 2007 | 원스                             | 존 카니                            |
| 2007 | 데어 윌 비 블러드                | 폴 토머스 앤더슨                   |
| 2008 | 월-E                             | 앤드루 스탠턴                      |
| 2008 | 벤자민 버튼의 시간은 거꾸로 간다 | 데이비드 핀처                      |
| 2008 | 다크 나이트                      | 크리스토퍼 놀란                    |
| 2008 | 밀크                             | 구스 반 산트                       |
| 2008 | 슬럼독 밀리어네어                | 대니 보일                          |
| 2009 | 허트 로커                        | 캐서린 비글로우                    |
| 2009 | 바스터즈: 거친 녀석들            | 쿠엔틴 타란티노                    |
| 2009 | 시리어스 맨                      | 조엘 코언과 에단 코언              |
| 2009 | 인 디 에어                       | 제이슨 라이트먼                    |
| 2009 | 괴물들이 사는 나라               | 스파이크 존즈                      |

### 2010년대
| 연도 | 수상작 및 후보                   | 감독                      |
| ---- | -------------------------------- | ------------------------- |
| 2010 | 소셜 네트워크                    | 데이비드 핀처             |
| 2010 | 블랙 스완                        | 대런 애러노프스키         |
| 2010 | 인셉션                           | 크리스토퍼 놀란           |
| 2010 | 킹스 스피치                      | 톰 후퍼                   |
| 2010 | 윈터스 본                        | 데브라 그래닉             |
| 2011 | 트리 오브 라이프                 | 테런스 맬릭               |
| 2011 | 아티스트                         | 미셸 하자나비시우스       |
| 2011 | 디센던트                         | 알렉산더 페인             |
| 2011 | 드라이브                         | 니콜라스 빈딩 레픈        |
| 2011 | 휴고                             | 마틴 스코세이지           |
| 2012 | 제로 다크 서티                   | 캐서린 비글로우           |
| 2012 | 아르고                           | 벤 애플렉                 |
| 2012 | 비스트                           | 벤 자이틀린               |
| 2012 | 링컨                             | 스티븐 스필버그           |
| 2012 | 마스터                           | 폴 토머스 앤더슨          |
| 2013 | 노예 12년                        | 스티브 매퀸               |
| 2013 | 아메리칸 허슬                    | 데이비드 O. 러셀          |
| 2013 | 그래비티                         | 알폰소 쿠아론             |
| 2013 | 그녀                             | 스파이크 존즈             |
| 2013 | 인사이드 르윈                    | 조엘 코언과 에단 코언     |
| 2014 | 보이후드                         | 리처드 링클레이터         |
| 2014 | 버드맨                           | 알레한드로 G. 이냐리투    |
| 2014 | 그랜드 부다페스트 호텔           | 웨스 앤더슨               |
| 2014 | 언더 더 스킨                     | 조너선 글레이저           |
| 2014 | 위플래쉬                         | 데이미언 셔젤             |
| 2015 | 매드 맥스: 분노의 도로           | 조지 밀러                 |
| 2015 | 캐롤                             | 토드 헤인스               |
| 2015 | 인사이드 아웃                    | 피트 닥터와 로니 델카르멘 |
| 2015 | 레버넌트: 죽음에서 돌아온 자     | 알레한드로 G. 이냐리투    |
| 2015 | 스포트라이트                     | 톰 매카시                 |
| 2016 | 문라이트                         | 배리 젱킨스               |
| 2016 | 아가씨                           | 박찬욱                    |
| 2016 | 재키                             | 파블로 라라인             |
| 2016 | 라라랜드                         | 데이미언 셔젤             |
| 2016 | 맨체스터 바이 더 씨              | 케네스 로너건             |
| 2017 | 레이디 버드                      | 그레타 거윅               |
| 2017 | 콜 미 바이 유어 네임             | 루카 구아다니노           |
| 2017 | 덩케르크                         | 크리스토퍼 놀란           |
| 2017 | 셰이프 오브 워터                 | 기예르모 델 토로          |
| 2017 | 쓰리 빌보드                      | 마틴 맥도나               |
| 2018 | 로마                             | 알폰소 쿠아론             |
| 2018 | 더 페이버릿: 여왕의 여자         | 요르고스 란티모스         |
| 2018 | 퍼스트 리폼드                    | 폴 슈레이더               |
| 2018 | 유전                             | 아리 애스터               |
| 2018 | 스타 이즈 본                     | 브래들리 쿠퍼             |
| 2019 | 기생충                           | 봉준호                    |
| 2019 | 아이리시맨                       | 마틴 스코세이지           |
| 2019 | 작은 아씨들                      | 그레타 거윅               |
| 2019 | 결혼 이야기                      | 노아 바움백               |
| 2019 | 원스 어폰 어 타임... 인 할리우드 | 쿠엔틴 타란티노           |

### 2020년대
| 연도 | 수상작 및 후보                 | 감독                       |
| ---- | ------------------------------ | -------------------------- |
| 2020 | 노매드랜드                     | 클로이 자오                |
| 2020 | Da 5 블러드                    | 스파이크 리                |
| 2020 | 퍼스트 카우                    | 켈리 라이카트              |
| 2020 | 연인들의 바위                  | 스티브 매퀸                |
| 2020 | 프라미싱 영 우먼               | 에메랄드 페넬              |
| 2021 | 파워 오브 도그                 | 제인 캠피언                |
| 2021 | 드라이브 마이 카               | 하마구치 류스케            |
| 2021 | 그린 나이트                    | 데이비드 라워리            |
| 2021 | 리코리쉬 피자                  | 폴 토머스 앤더슨           |
| 2021 | 웨스트 사이드 스토리           | 스티븐 스필버그            |
| 2022 | 이니셰린의 밴시                | 마틴 맥도나                |
| 2022 | 애프터썬                       | 샬럿 웰스                  |
| 2022 | 헤어질 결심                    | 박찬욱                     |
| 2022 | 에브리씽 에브리웨어 올 앳 원스 | 댄 Kwan과 다니엘 Scheinert |
| 2022 | TAR 타르                       | 토드 필드                  |
| 2023 | 플라워 킬링 문                 | 마틴 스코세이지            |
| 2023 | 바비                           | 그레타 거윅                |
| 2023 | 메이 디셈버                    | 토드 헤인스                |
| 2023 | 오펜하이머                     | 크리스토퍼 놀란            |
| 2023 | 가여운 것들                    | 요르고스 란티모스          |
| 2024 | 브루탈리스트                   | 브레이디 코베이            |
| 2024 | 아노라                         | 숀 베이커                  |
| 2024 | 퓨리오사: 매드맥스 사가        | 조지 밀러                  |
| 2024 | 빛나는 TV를 보았다             | 제인 쇼언브런              |
| 2024 | 니클의 소년들                  | 라멜 로스                  |
| 2024 | 서브스턴스                     | 코랄리 파르자              |

## 같이 보기
- 아카데미 작품상